# Tour des Flandres 2000
La 84e édition du Tour des Flandres a eu lieu le 2 avril 2000. C'est la deuxième épreuve de la Coupe du monde de cyclisme sur route 2000. Cette course est également le deuxième des cinq monuments cyclistes de la saison.
Cette course est une des classiques flandriennes. L'édition 2000 se dispute sur un parcours partant de la ville de Bruges. D'une distance de 270 km, la course se termine dans la ville de Meerbeke. Grâce à plusieurs attaques dans les derniers kilomètres de course et notamment lors de la dernière ascension du jour, l'épreuve belge est remporté par le Belge Andreï Tchmil (Lotto-Adecco) devant respectivement l'Italien Dario Pieri (Saeco-Valli & Valli), et le Letton Romāns Vainšteins (Vini Caldirola-Sidermec). Le leader de la Coupe du monde, l'Allemand Erik Zabel (Deutsche Telekom) termine au pied du podium et conserve la tête du classement général.

## Présentation

### Parcours
La course est le sommet des classiques flandriennes belge et se dispute cette année là sur un parcours de 2269 kilomètres dans la province de Flandre Orientale notammen. Elle commence dans la ville de Bruges et se termine dans la municipalité de Meerbeke, comme les années précédentes.
Au total, seize monts, dont certains sont pavés, sont au programme de l'épreuve :
| Mont | Nom             | Km  | Revêtement | Longueur (m) | Pente moyenne | Pente maxi | Km de l'arrivée |
| ---- | --------------- | --- | ---------- | ------------ | ------------- | ---------- | --------------- |
| 1    | Den Ast         | 124 | asphalte   | 350 m        | 5,5 %         | 11 %       | 145             |
| 2    | Achterberg      | 136 | asphalte   | 1 300 m      | 5 %           | 11 %       | 133             |
| 3    | Wolvenberg      | 140 | asphalte   | 666 m        | 6,8 %         | 17,3 %     | 129             |
| 4    | Molenberg       | 153 | pavés      | 463 m        | 7 %           | 14,2 %     | 116             |
| 5    | Kluisberg       | 191 | asphalte   | 1 100 m      | 6 %           | 11 %       | 78              |
| 6    | Knokteberg      | 198 | asphalte   | 1 100 m      | 8 %           | 13 %       | 71              |
| 8    | Paterberg       | 209 | pavés      | 400 m        | 12,5 %        | 21 %       | 60              |
| 9    | Kortekeer       | 214 | asphalte   | 1 000 m      | 6,4 %         | 17,1 %     | 55              |
| 10   | Taaienberg      | 220 | pavés      | 800 m        | 7,13 %        | 18 %       | 49              |
| 11   | Eikenberg       | 226 | pavés      | 1 200 m      | 5,78 %        | 9,9 %      | 43              |
| 12   | Leberg          | 235 | asphalte   | 950 m        | 4,2 %         | 13,8 %     | 34              |
| 13   | Berendries      | 239 | asphalte   | 936 m        | 7 %           | 13 %       | 30              |
| 14   | Tenbosse        | 244 | asphalte   | 450 m        | 6,9 %         | 8,7 %      | 25              |
| 15   | Mur de Grammont | 254 | pavés      | 1 139 m      | 9,2 %         | 19,8 %     | 15              |
| 16   | Bosberg         | 258 | pavés      | 986 m        | 5,76 %        | 11 %       | 11              |

### Équipes
Le Tour des Flandres figure au calendrier de la Coupe du monde de cyclisme sur route 2000.
On retrouve un total de 25 équipes au départ, 21 faisant partie des GSI, la première division mondiale, et les quatre dernières des GSII, la seconde division mondiale.
| Groupes sportifs I (21)- AG2R Prévoyance - Cofidis-Le Crédit par Téléphone - Deutsche Telekom - Farm Frites - Fassa Bortolo - Festina - Kelme-Costa Blanca - La Française des jeux - Lampre-Daikin - Liquigas-Pata - Lotto-Adecco - Mapei-Quick Step - Memory Card-Jack & Jones - Mercatone Uno-Albacom - ONCE-Deutsche Bank - Polti - Rabobank - Saeco-Valli & Valli - US Postal Service - Vini Caldirola-Sidermec - Vitalicio Seguros-Grupo Generali Groupes sportifs II (4)- Collstrop-De Federale Verzekeringen - Crédit Agricole - Palmans-Ideal - Vlaanderen |
| |

## Classements

### Classement de la course
| \| Classement général \| Classement général \| Classement général \| Classement général \| Classement général \| \| Coureur \| Coureur \| Pays \| Équipe \| Temps \| \| ------------------ \| ------------------ \| ------------------ \| ------------------------ \| ------------------ \| \| 1er \| Andreï Tchmil \| Belgique \| Lotto-Adecco \| 6 h 48 min 17 s \| \| 2e \| Dario Pieri \| Italie \| Saeco-Valli & Valli \| + 4 s \| \| 3e \| Romāns Vainšteins \| Lettonie \| Vini Caldirola-Sidermec \| + 4 s \| \| 4e \| Erik Zabel \| Allemagne \| Deutsche Telekom \| + 4 s \| \| 5e \| Tristan Hoffman \| Pays-Bas \| Memory Card-Jack & Jones \| + 4 s \| \| 6e \| Fabio Sacchi \| Italie \| Polti \| + 4 s \| \| 7e \| Léon van Bon \| Pays-Bas \| Rabobank \| + 4 s \| \| 8e \| Peter Van Petegem \| Belgique \| Farm Frites \| + 4 s \| \| 9e \| Zbigniew Spruch \| Pologne \| Lampre-Daikin \| + 4 s \| \| 10e \| Markus Zberg \| Suisse \| Rabobank \| + 4 s \| \| 11e \| Oscar Camenzind \| Suisse \| Lampre-Daikin \| + 4 s \| \| 12e \| Fabio Baldato \| Italie \| Fassa Bortolo \| + 4 s \| \| 13e \| Dimitri Konyshev \| Russie \| Fassa Bortolo \| + 4 s \| \| 14e \| Rolf Sørensen \| Danemark \| Rabobank \| + 4 s \| \| 15e \| Viatcheslav Ekimov \| Russie \| US Postal Service \| + 4 s \| \| 16e \| Marco Milesi \| Italie \| Vini Caldirola-Sidermec \| + 4 s \| \| 17e \| George Hincapie \| États-Unis \| US Postal Service \| + 4 s \| \| 18e \| Salvatore Commesso \| Italie \| Saeco-Valli & Valli \| + 4 s \| \| 19e \| Eddy Mazzoleni \| Italie \| Polti \| + 4 s \| \| 20e \| Christophe Mengin \| France \| La Française des jeux \| + 4 s \| |                    |            |                          |                 |
| |                    |            |                          |                 |
| |                    |            |                          |                 |
| Classement général |                    |            |                          |                 |
| Coureur | Coureur            | Pays       | Équipe                   | Temps           |
| 1er | Andreï Tchmil      | Belgique   | Lotto-Adecco             | 6 h 48 min 17 s |
| 2e | Dario Pieri        | Italie     | Saeco-Valli & Valli      | + 4 s           |
| 3e | Romāns Vainšteins  | Lettonie   | Vini Caldirola-Sidermec  | + 4 s           |
| 4e | Erik Zabel         | Allemagne  | Deutsche Telekom         | + 4 s           |
| 5e | Tristan Hoffman    | Pays-Bas   | Memory Card-Jack & Jones | + 4 s           |
| 6e | Fabio Sacchi       | Italie     | Polti                    | + 4 s           |
| 7e | Léon van Bon       | Pays-Bas   | Rabobank                 | + 4 s           |
| 8e | Peter Van Petegem  | Belgique   | Farm Frites              | + 4 s           |
| 9e | Zbigniew Spruch    | Pologne    | Lampre-Daikin            | + 4 s           |
| 10e | Markus Zberg       | Suisse     | Rabobank                 | + 4 s           |
| 11e | Oscar Camenzind    | Suisse     | Lampre-Daikin            | + 4 s           |
| 12e | Fabio Baldato      | Italie     | Fassa Bortolo            | + 4 s           |
| 13e | Dimitri Konyshev   | Russie     | Fassa Bortolo            | + 4 s           |
| 14e | Rolf Sørensen      | Danemark   | Rabobank                 | + 4 s           |
| 15e | Viatcheslav Ekimov | Russie     | US Postal Service        | + 4 s           |
| 16e | Marco Milesi       | Italie     | Vini Caldirola-Sidermec  | + 4 s           |
| 17e | George Hincapie    | États-Unis | US Postal Service        | + 4 s           |
| 18e | Salvatore Commesso | Italie     | Saeco-Valli & Valli      | + 4 s           |
| 19e | Eddy Mazzoleni     | Italie     | Polti                    | + 4 s           |
| 20e | Christophe Mengin  | France     | La Française des jeux    | + 4 s           |

### Classement UCI
La course attribue des points à la Coupe du monde de cyclisme sur route 2000 selon le barème suivant :
| Position           | 1er | 2e | 3e | 4e | 5e | 6e | 7e | 8e | 9e | 10e | 11e | 12e | 13e | 14e | 15e | 16e | 17e | 18e | 19e | 20e | 21e | 22e | 23e | 24e | 25e |
| Classement général | 100 | 70 | 50 | 40 | 36 | 32 | 28 | 24 | 20 | 16  | 15  | 14  | 13  | 12  | 11  | 10  | 9   | 8   | 7   | 6   | 5   | 4   | 3   | 2   | 1   |

Après cette deuxième épreuve le classement est le suivant :
| # | Coureur           | Équipe                   | Points | Précédent | Evolution     |
| - | ----------------- | ------------------------ | ------ | --------- | ------------- |
| 1 | Erik Zabel        | Deutsche Telekom         | 140    | 1         | en stagnation |
| 2 | Andreï Tchmil     | Lotto-Adecco             | 108    | 18        | +16           |
| 3 | Fabio Baldato     | Fassa Bortolo            | 84     | 2         | -1            |
| 4 | Dario Pieri       | Saeco-Valli & Valli      | 70     | Entrée    | Entrée        |
| 4 | Romāns Vainšteins | Vini Caldirola-Sidermec  | 70     | 9         | +5            |
| 6 | Zbigniew Spruch   | Lampre-Daikin            | 60     | 4         | -2            |
| 7 | Oscar Freire      | Mapei-Quick Step         | 50     | 3         | -4            |
| 8 | Tristan Hoffman   | Memory Card-Jack & Jones | 36     | Entrée    | Entrée        |
| 8 | Rolf Sørensen     | Rabobank                 | 36     | 8         | en stagnation |
| 8 | Sergueï Ivanov    | Farm Frites              | 36     | 5         | -3            |

| # | Équipe                  | Points | Précédent | Evolution |
| - | ----------------------- | ------ | --------- | --------- |
| 1 | Rabobank                | 21     | ??        | ??        |
| 2 | Fassa Bortolo           | 19     | ??        | ??        |
| 3 | Mapei-Quick Step        | 13     | ??        | ??        |
| 4 | Lampre-Daikin           | 12     | ??        | ??        |
| 4 | Farm Frites             | 12     | ??        | ??        |
| 6 | Polti                   | 8      | ??        | ??        |
| 7 | Vitalicio Seguros       | 6      | ??        | ??        |
| 8 | Deutsche Telekom        | 5      | ??        | ??        |
| 8 | Vini Caldirola-Sidermec | 5      | ??        | ??        |
| 8 | ONCE-Deutsche Bank      | 5      | ??        | ??        |

## Liste des participants
| Farm Frites FAR | Farm Frites FAR              | Farm Frites FAR |
| --------------- | ---------------------------- | --------------- |
| Num             | Coureur                      | Pos             |
| 1               | Peter Van Petegem (BEL)      | 8e              |
| 2               | Geert Van Bondt (BEL)        | 92e             |
| 3               | Sergueï Ivanov (RUS) (route) | 47e             |
| 4               | Andreas Klier (GER)          | 25e             |
| 5               | Servais Knaven (NED)         | 54e             |
| 6               | Remco van der Ven (NED)      | AB              |
| 7               | Jans Koerts (NED)            | AB              |
| 8               | Glenn Magnusson (SWE)        | 68e             |

| Deutsche Telekom TEL | Deutsche Telekom TEL      | Deutsche Telekom TEL |
| -------------------- | ------------------------- | -------------------- |
| Num                  | Coureur                   | Pos                  |
| 11                   | Rolf Aldag (GER)          | 49e                  |
| 12                   | Gian Matteo Fagnini (ITA) | AB                   |
| 13                   | Ralf Grabsch (GER)        | 48e                  |
| 14                   | Danilo Hondo (GER)        | 59e                  |
| 15                   | Kai Hundertmarck (GER)    | 63e                  |
| 16                   | Jan Schaffrath (GER)      | 62e                  |
| 17                   | Steffen Wesemann (GER)    | 27e                  |
| 18                   | Erik Zabel (GER)          | 4e                   |

| Mapei-Quick Step MAP | Mapei-Quick Step MAP   | Mapei-Quick Step MAP |
| -------------------- | ---------------------- | -------------------- |
| Num                  | Coureur                | Pos                  |
| 21                   | Michele Bartoli (ITA)  | 96e                  |
| 22                   | Tom Steels (BEL)       | 83e                  |
| 23                   | Johan Museeuw (BEL)    | 33e                  |
| 24                   | Daniele Nardello (ITA) | 21e                  |
| 25                   | Wilfried Peeters (BEL) | 26e                  |
| 26                   | Andrea Tafi (ITA)      | 22e                  |
| 27                   | David Tani (ITA)       | 95e                  |
| 28                   | Stefano Zanini (ITA)   | 39e                  |

| ONCE-Deutsche Bank ONC | ONCE-Deutsche Bank ONC    | ONCE-Deutsche Bank ONC |
| ---------------------- | ------------------------- | ---------------------- |
| Num                    | Coureur                   | Pos                    |
| 31                     | Nicolas Jalabert (FRA)    | AB                     |
| 32                     | David Cañada (ESP)        | AB                     |
| 33                     | José Iván Gutiérrez (ESP) | AB                     |
| 34                     | Marcos Serrano (ESP)      | AB                     |
| 35                     | Rafael Díaz Justo (ESP)   | AB                     |
| 36                     | Isidro Nozal (ESP)        | AB                     |

| Fassa Bortolo FAS | Fassa Bortolo FAS       | Fassa Bortolo FAS |
| ----------------- | ----------------------- | ----------------- |
| Num               | Coureur                 | Pos               |
| 41                | Fabio Baldato (ITA)     | 12e               |
| 42                | Gabriele Balducci (ITA) | AB                |
| 43                | Dimitri Konyshev (RUS)  | 13e               |
| 44                | Nicola Loda (ITA)       | AB                |
| 45                | Volodymyr Gustov (UKR)  | AB                |
| 46                | Leonardo Giordani (ITA) | AB                |
| 47                | Raimondas Rumšas (LTU)  | AB                |
| 48                | Matteo Tosatto (ITA)    | 41e               |

| Rabobank RAB | Rabobank RAB                     | Rabobank RAB |
| ------------ | -------------------------------- | ------------ |
| Num          | Coureur                          | Pos          |
| 51           | Aart Vierhouten (NED)            | 42e          |
| 52           | Matthé Pronk (NED)               | 76e          |
| 53           | Maarten den Bakker (NED) (route) | 35e          |
| 54           | Rolf Sørensen (DEN)              | 14e          |
| 55           | Léon van Bon (NED)               | 7e           |
| 56           | Marc Wauters (BEL)               | 28e          |
| 57           | Markus Zberg (SUI)               | 10e          |
| 58           | Steven de Jongh (NED)            | 82e          |

| AG2R Prévoyance A2R | AG2R Prévoyance A2R         | AG2R Prévoyance A2R |
| ------------------- | --------------------------- | ------------------- |
| Num                 | Coureur                     | Pos                 |
| 61                  | Jaan Kirsipuu (EST) (route) | AB                  |
| 62                  | Christophe Agnolutto (FRA)  | AB                  |
| 63                  | Lauri Aus (EST)             | 89e                 |
| 65                  | Andrei Kivilev (KAZ)        | AB                  |
| 66                  | Innar Mändoja (EST)         | AB                  |
| 67                  | Laurent Estadieu (FRA)      | AB                  |

| Kelme-Costa Blanca KEL | Kelme-Costa Blanca KEL    | Kelme-Costa Blanca KEL |
| ---------------------- | ------------------------- | ---------------------- |
| Num                    | Coureur                   | Pos                    |
| 71                     | Francisco Cabello (ESP)   | AB                     |
| 72                     | Francisco León Mane (ESP) | AB                     |
| 73                     | José Ángel Vidal (ESP)    | AB                     |
| 74                     | Alvaro Forner (ESP)       | AB                     |
| 75                     | Rubén Galván (ESP)        | AB                     |
| 76                     | Isaac Gálvez (ESP)        | AB                     |

| Cofidis-Le Crédit par Téléphone COF | Cofidis-Le Crédit par Téléphone COF | Cofidis-Le Crédit par Téléphone COF |
| ----------------------------------- | ----------------------------------- | ----------------------------------- |
| Num                                 | Coureur                             | Pos                                 |
| 81                                  | Steve De Wolf (BEL)                 | AB                                  |
| 82                                  | Peter Farazijn (BEL)                | AB                                  |
| 83                                  | Philippe Gaumont (FRA)              | AB                                  |
| 84                                  | Nico Mattan (BEL)                   | 84e                                 |
| 85                                  | Chris Peers (BEL)                   | 22e                                 |
| 86                                  | Jo Planckaert (BEL)                 | 52e                                 |
| 87                                  | Arnaud Prétot (FRA)                 | AB                                  |
| 88                                  | Francis Moreau (FRA)                | 69e                                 |

| Vitalicio Seguros-Grupo Generali VIT | Vitalicio Seguros-Grupo Generali VIT | Vitalicio Seguros-Grupo Generali VIT |
| ------------------------------------ | ------------------------------------ | ------------------------------------ |
| Num                                  | Coureur                              | Pos                                  |
| 91                                   | Elio Aggiano (ITA)                   | AB                                   |
| 92                                   | Francisco Tomás García (ESP)         | AB                                   |
| 93                                   | Pedro Horrillo (ESP)                 | 51e                                  |
| 94                                   | Juan Miguel Mercado (ESP)            | AB                                   |
| 95                                   | Juan Carlos Vicario (ESP)            | AB                                   |
| 96                                   | Jan Hruška (CZE)                     | AB                                   |

| Lampre-Daikin LAM | Lampre-Daikin LAM        | Lampre-Daikin LAM |
| ----------------- | ------------------------ | ----------------- |
| Num               | Coureur                  | Pos               |
| 101               | Franco Ballerini (ITA)   | 29e               |
| 102               | Oscar Camenzind (SUI)    | 11e               |
| 103               | Robert Hunter (RSA)      | AB                |
| 104               | Gabriele Missaglia (ITA) | 24e               |
| 105               | Marco Serpellini (ITA)   | 31e               |
| 106               | Zbigniew Spruch (POL)    | 9e                |
| 107               | Johan Verstrepen (BEL)   | AB                |
| 108               | Marco Cannone (ITA)      | AB                |

| Vini Caldirola-Sidermec ___ | Vini Caldirola-Sidermec ___     | Vini Caldirola-Sidermec ___ |
| --------------------------- | ------------------------------- | --------------------------- |
| Num                         | Coureur                         | Pos                         |
| 111                         | Romāns Vainšteins (LAT) (route) | 3e                          |
| 112                         | Marco Milesi (ITA)              | 16e                         |
| 113                         | Gianluca Bortolami (ITA)        | 86e                         |
| 114                         | Matthew White (AUS)             | 66e                         |
| 115                         | Zoran Klemenčič (SLO)           | AB                          |
| 116                         | Mauro Radaelli (ITA)            | AB                          |
| 117                         | Massimo Apollonio (ITA)         | 88e                         |
| 118                         | Pietro Zucconi (SUI)            | AB                          |

| Memory Card-Jack & Jones MCJ | Memory Card-Jack & Jones MCJ    | Memory Card-Jack & Jones MCJ |
| ---------------------------- | ------------------------------- | ---------------------------- |
| Num                          | Coureur                         | Pos                          |
| 121                          | Tristan Hoffman (NED)           | 5e                           |
| 122                          | Jesper Skibby (DEN)             | 94e                          |
| 123                          | Arvis Piziks (LAT)              | 43e                          |
| 124                          | Nicolaj Bo Larsen (DEN) (route) | NP                           |
| 125                          | Frank Corvers (BEL)             | 87e                          |
| 126                          | Michael Steen Nielsen           | AB                           |
| 127                          | Allan Johansen (DEN)            | AB                           |
| 128                          | Jacob Moe Rasmussen (DEN)       | AB                           |

| La Française des jeux FDJ | La Française des jeux FDJ | La Française des jeux FDJ |
| ------------------------- | ------------------------- | ------------------------- |
| Num                       | Coureur                   | Pos                       |
| 131                       | Frédéric Guesdon (FRA)    | 30e                       |
| 132                       | Frank Høj (DEN)           | 32e                       |
| 133                       | Nicolas Fritsch (FRA)     | AB                        |
| 134                       | Emmanuel Magnien (FRA)    | AB                        |
| 135                       | Christophe Mengin (FRA)   | 20e                       |
| 136                       | Lars Michaelsen (DEN)     | 64e                       |
| 137                       | Franck Perque (FRA)       | AB                        |
| 138                       | Jean-Michel Tessier (FRA) | AB                        |

| Lotto-Adecco LOT | Lotto-Adecco LOT       | Lotto-Adecco LOT |
| ---------------- | ---------------------- | ---------------- |
| Num              | Coureur                | Pos              |
| 141              | Andreï Tchmil (BEL)    | 1er              |
| 142              | Mario Aerts (BEL)      | 34e              |
| 143              | Thierry Marichal (BEL) | 50e              |
| 144              | Peter Wuyts (BEL)      | 70e              |
| 145              | Koen Beeckman (BEL)    | 74e              |
| 146              | Fabien De Waele (BEL)  | 60e              |
| 147              | Paul Van Hyfte (BEL)   | AB               |
| 148              | Jacky Durand (FRA)     | 72e              |

| Liquigas-Pata ___ | Liquigas-Pata ___        | Liquigas-Pata ___ |
| ----------------- | ------------------------ | ----------------- |
| Num               | Coureur                  | Pos               |
| 151               | Fabio Marchesin (ITA)    | AB                |
| 153               | Cristian Salvato (ITA)   | AB                |
| 154               | Marco Zanotti (ITA)      | AB                |
| 155               | Denis Zanette (ITA)      | 37e               |
| 156               | Giancarlo Raimondi (ITA) | AB                |
| 157               | Cristian Moreni (ITA)    | AB                |
| 158               | Alexander Fedenko (UKR)  | AB                |

| Festina FES | Festina FES           | Festina FES |
| ----------- | --------------------- | ----------- |
| Num         | Coureur               | Pos         |
| 162         | Andy Flickinger (FRA) | AB          |
| 163         | David Clinger (USA)   | 91e         |
| 164         | Sascha Henrix (GER)   | AB          |
| 165         | Jaime Hernández (ESP) | 80e         |
| 166         | Fabian Jeker (SUI)    | AB          |
| 167         | Rolf Huser (SUI)      | 46e         |

| US Postal Service USP | US Postal Service USP    | US Postal Service USP |
| --------------------- | ------------------------ | --------------------- |
| Num                   | Coureur                  | Pos                   |
| 171                   | Frankie Andreu (USA)     | AB                    |
| 172                   | Julian Dean (NZL)        | AB                    |
| 173                   | Viatcheslav Ekimov (RUS) | 15e                   |
| 174                   | George Hincapie (USA)    | 17e                   |
| 175                   | Marty Jemison (USA)      | 71e                   |
| 176                   | Kirk O'Bee (USA)         | AB                    |
| 177                   | Cédric Vasseur (FRA)     | 67e                   |
| 178                   | Dylan Casey (USA)        | AB                    |

| Saeco-Valli & Valli SAE | Saeco-Valli & Valli SAE  | Saeco-Valli & Valli SAE |
| ----------------------- | ------------------------ | ----------------------- |
| Num                     | Coureur                  | Pos                     |
| 181                     | Christophe Brandt (BEL)  | AB                      |
| 182                     | Salvatore Commesso (ITA) | 18e                     |
| 183                     | Alessandro Guerra (ITA)  | AB                      |
| 184                     | Jörg Ludewig (GER)       | AB                      |
| 185                     | Torsten Nitsche (GER)    | AB                      |
| 186                     | Dario Pieri (ITA)        | 2e                      |
| 187                     | Massimiliano Mori (ITA)  | 90e                     |

| Mercatone Uno-Albacom ___ | Mercatone Uno-Albacom ___ | Mercatone Uno-Albacom ___ |
| ------------------------- | ------------------------- | ------------------------- |
| Num                       | Coureur                   | Pos                       |
| 191                       | Fabiano Fontanelli (ITA)  | AB                        |
| 192                       | Gianmario Ortenzi (ITA)   | 55e                       |
| 193                       | Michele Coppolillo (ITA)  | AB                        |
| 194                       | Maurizio Caravaggio (ITA) | AB                        |
| 195                       | Massimo Cigana (ITA)      | AB                        |
| 196                       | Marco Artunghi (ITA)      | AB                        |

| Polti PLT | Polti PLT              | Polti PLT |
| --------- | ---------------------- | --------- |
| Num       | Coureur                | Pos       |
| 201       | Rossano Brasi (ITA)    | 85e       |
| 202       | Enrico Cassani (ITA)   | 36e       |
| 203       | Mirko Celestino (ITA)  | AB        |
| 204       | Michele Colleoni (ITA) | AB        |
| 205       | Eddy Mazzoleni (ITA)   | 19e       |
| 206       | Fabio Sacchi (ITA)     | 6e        |
| 207       | Bart Voskamp (NED)     | AB        |
| 208       | Rafael Mateos (ESP)    | AB        |

| Crédit Agricole C.A | Crédit Agricole C.A    | Crédit Agricole C.A |
| ------------------- | ---------------------- | ------------------- |
| Num                 | Coureur                | Pos                 |
| 211                 | Magnus Bäckstedt (SWE) | 79e                 |
| 212                 | Marcel Gono (AUS)      | AB                  |
| 213                 | Thor Hushovd (NOR)     | AB                  |
| 214                 | Anthony Langella (FRA) | AB                  |
| 215                 | Anthony Morin (FRA)    | AB                  |
| 216                 | Jérôme Neuville (FRA)  | AB                  |
| 217                 | Stuart O'Grady (AUS)   | 40e                 |
| 218                 | Franck Pencolé (FRA)   | AB                  |

| Palmans-Ideal ___ | Palmans-Ideal ___         | Palmans-Ideal ___ |
| ----------------- | ------------------------- | ----------------- |
| Num               | Coureur                   | Pos               |
| 221               | Hendrik Van Dijck (BEL)   | 46e               |
| 222               | Wim Feys (BEL)            | 53e               |
| 223               | Hans De Clercq (BEL)      | 44e               |
| 224               | Niko Eeckhout (BEL)       | AB                |
| 225               | Gert Vanderaerden (BEL)   | 78e               |
| 226               | Karl Pauwels (BEL)        | 38e               |
| 227               | Scott Sunderland (AUS)    | AB                |
| 228               | Jurgen Van de Walle (BEL) | 57e               |

| Collstrop-De Federale Verzekeringen ___ | Collstrop-De Federale Verzekeringen ___ | Collstrop-De Federale Verzekeringen ___ |
| --------------------------------------- | --------------------------------------- | --------------------------------------- |
| Num                                     | Coureur                                 | Pos                                     |
| 231                                     | Danny Baeyens (BEL)                     | 75e                                     |
| 232                                     | Tony Bracke (BEL)                       | AB                                      |
| 233                                     | Eric De Clercq (BEL)                    | AB                                      |
| 234                                     | Hans De Meester (BEL)                   | AB                                      |
| 235                                     | Roger Hammond (GBR)                     | 73e                                     |
| 236                                     | Geert Omloop (BEL)                      | 94e                                     |
| 237                                     | Oleg Pankov (UKR)                       | 65e                                     |
| 238                                     | Bert Scheirlinckx (BEL)                 | AB                                      |

| Vlaanderen 2002 ___ | Vlaanderen 2002 ___         | Vlaanderen 2002 ___ |
| ------------------- | --------------------------- | ------------------- |
| Num                 | Coureur                     | Pos                 |
| 241                 | Wilfried Cretskens (BEL)    | 77e                 |
| 243                 | Jurgen Guns (BEL)           | 81e                 |
| 244                 | Erwin Thijs (BEL)           | 56e                 |
| 245                 | Jurgen Van Roosbroeck (BEL) | 58e                 |
| 246                 | Kristof Trouvé (BEL)        | 61e                 |
| 247                 | Karel Vereecke (BEL)        | AB                  |
| 248                 | Andy Vidts (BEL)            | AB                  |

| Farm Frites FAR | Farm Frites FAR              | Farm Frites FAR |
| --------------- | ---------------------------- | --------------- |
| Num             | Coureur                      | Pos             |
| 1               | Peter Van Petegem (BEL)      | 8e              |
| 2               | Geert Van Bondt (BEL)        | 92e             |
| 3               | Sergueï Ivanov (RUS) (route) | 47e             |
| 4               | Andreas Klier (GER)          | 25e             |
| 5               | Servais Knaven (NED)         | 54e             |
| 6               | Remco van der Ven (NED)      | AB              |
| 7               | Jans Koerts (NED)            | AB              |
| 8               | Glenn Magnusson (SWE)        | 68e             |

| Deutsche Telekom TEL | Deutsche Telekom TEL      | Deutsche Telekom TEL |
| -------------------- | ------------------------- | -------------------- |
| Num                  | Coureur                   | Pos                  |
| 11                   | Rolf Aldag (GER)          | 49e                  |
| 12                   | Gian Matteo Fagnini (ITA) | AB                   |
| 13                   | Ralf Grabsch (GER)        | 48e                  |
| 14                   | Danilo Hondo (GER)        | 59e                  |
| 15                   | Kai Hundertmarck (GER)    | 63e                  |
| 16                   | Jan Schaffrath (GER)      | 62e                  |
| 17                   | Steffen Wesemann (GER)    | 27e                  |
| 18                   | Erik Zabel (GER)          | 4e                   |

| Mapei-Quick Step MAP | Mapei-Quick Step MAP   | Mapei-Quick Step MAP |
| -------------------- | ---------------------- | -------------------- |
| Num                  | Coureur                | Pos                  |
| 21                   | Michele Bartoli (ITA)  | 96e                  |
| 22                   | Tom Steels (BEL)       | 83e                  |
| 23                   | Johan Museeuw (BEL)    | 33e                  |
| 24                   | Daniele Nardello (ITA) | 21e                  |
| 25                   | Wilfried Peeters (BEL) | 26e                  |
| 26                   | Andrea Tafi (ITA)      | 22e                  |
| 27                   | David Tani (ITA)       | 95e                  |
| 28                   | Stefano Zanini (ITA)   | 39e                  |

| ONCE-Deutsche Bank ONC | ONCE-Deutsche Bank ONC    | ONCE-Deutsche Bank ONC |
| ---------------------- | ------------------------- | ---------------------- |
| Num                    | Coureur                   | Pos                    |
| 31                     | Nicolas Jalabert (FRA)    | AB                     |
| 32                     | David Cañada (ESP)        | AB                     |
| 33                     | José Iván Gutiérrez (ESP) | AB                     |
| 34                     | Marcos Serrano (ESP)      | AB                     |
| 35                     | Rafael Díaz Justo (ESP)   | AB                     |
| 36                     | Isidro Nozal (ESP)        | AB                     |

| Fassa Bortolo FAS | Fassa Bortolo FAS       | Fassa Bortolo FAS |
| ----------------- | ----------------------- | ----------------- |
| Num               | Coureur                 | Pos               |
| 41                | Fabio Baldato (ITA)     | 12e               |
| 42                | Gabriele Balducci (ITA) | AB                |
| 43                | Dimitri Konyshev (RUS)  | 13e               |
| 44                | Nicola Loda (ITA)       | AB                |
| 45                | Volodymyr Gustov (UKR)  | AB                |
| 46                | Leonardo Giordani (ITA) | AB                |
| 47                | Raimondas Rumšas (LTU)  | AB                |
| 48                | Matteo Tosatto (ITA)    | 41e               |

| Rabobank RAB | Rabobank RAB                     | Rabobank RAB |
| ------------ | -------------------------------- | ------------ |
| Num          | Coureur                          | Pos          |
| 51           | Aart Vierhouten (NED)            | 42e          |
| 52           | Matthé Pronk (NED)               | 76e          |
| 53           | Maarten den Bakker (NED) (route) | 35e          |
| 54           | Rolf Sørensen (DEN)              | 14e          |
| 55           | Léon van Bon (NED)               | 7e           |
| 56           | Marc Wauters (BEL)               | 28e          |
| 57           | Markus Zberg (SUI)               | 10e          |
| 58           | Steven de Jongh (NED)            | 82e          |

| AG2R Prévoyance A2R | AG2R Prévoyance A2R         | AG2R Prévoyance A2R |
| ------------------- | --------------------------- | ------------------- |
| Num                 | Coureur                     | Pos                 |
| 61                  | Jaan Kirsipuu (EST) (route) | AB                  |
| 62                  | Christophe Agnolutto (FRA)  | AB                  |
| 63                  | Lauri Aus (EST)             | 89e                 |
| 65                  | Andrei Kivilev (KAZ)        | AB                  |
| 66                  | Innar Mändoja (EST)         | AB                  |
| 67                  | Laurent Estadieu (FRA)      | AB                  |

| Kelme-Costa Blanca KEL | Kelme-Costa Blanca KEL    | Kelme-Costa Blanca KEL |
| ---------------------- | ------------------------- | ---------------------- |
| Num                    | Coureur                   | Pos                    |
| 71                     | Francisco Cabello (ESP)   | AB                     |
| 72                     | Francisco León Mane (ESP) | AB                     |
| 73                     | José Ángel Vidal (ESP)    | AB                     |
| 74                     | Alvaro Forner (ESP)       | AB                     |
| 75                     | Rubén Galván (ESP)        | AB                     |
| 76                     | Isaac Gálvez (ESP)        | AB                     |

| Cofidis-Le Crédit par Téléphone COF | Cofidis-Le Crédit par Téléphone COF | Cofidis-Le Crédit par Téléphone COF |
| ----------------------------------- | ----------------------------------- | ----------------------------------- |
| Num                                 | Coureur                             | Pos                                 |
| 81                                  | Steve De Wolf (BEL)                 | AB                                  |
| 82                                  | Peter Farazijn (BEL)                | AB                                  |
| 83                                  | Philippe Gaumont (FRA)              | AB                                  |
| 84                                  | Nico Mattan (BEL)                   | 84e                                 |
| 85                                  | Chris Peers (BEL)                   | 22e                                 |
| 86                                  | Jo Planckaert (BEL)                 | 52e                                 |
| 87                                  | Arnaud Prétot (FRA)                 | AB                                  |
| 88                                  | Francis Moreau (FRA)                | 69e                                 |

| Vitalicio Seguros-Grupo Generali VIT | Vitalicio Seguros-Grupo Generali VIT | Vitalicio Seguros-Grupo Generali VIT |
| ------------------------------------ | ------------------------------------ | ------------------------------------ |
| Num                                  | Coureur                              | Pos                                  |
| 91                                   | Elio Aggiano (ITA)                   | AB                                   |
| 92                                   | Francisco Tomás García (ESP)         | AB                                   |
| 93                                   | Pedro Horrillo (ESP)                 | 51e                                  |
| 94                                   | Juan Miguel Mercado (ESP)            | AB                                   |
| 95                                   | Juan Carlos Vicario (ESP)            | AB                                   |
| 96                                   | Jan Hruška (CZE)                     | AB                                   |

| Lampre-Daikin LAM | Lampre-Daikin LAM        | Lampre-Daikin LAM |
| ----------------- | ------------------------ | ----------------- |
| Num               | Coureur                  | Pos               |
| 101               | Franco Ballerini (ITA)   | 29e               |
| 102               | Oscar Camenzind (SUI)    | 11e               |
| 103               | Robert Hunter (RSA)      | AB                |
| 104               | Gabriele Missaglia (ITA) | 24e               |
| 105               | Marco Serpellini (ITA)   | 31e               |
| 106               | Zbigniew Spruch (POL)    | 9e                |
| 107               | Johan Verstrepen (BEL)   | AB                |
| 108               | Marco Cannone (ITA)      | AB                |

| Vini Caldirola-Sidermec ___ | Vini Caldirola-Sidermec ___     | Vini Caldirola-Sidermec ___ |
| --------------------------- | ------------------------------- | --------------------------- |
| Num                         | Coureur                         | Pos                         |
| 111                         | Romāns Vainšteins (LAT) (route) | 3e                          |
| 112                         | Marco Milesi (ITA)              | 16e                         |
| 113                         | Gianluca Bortolami (ITA)        | 86e                         |
| 114                         | Matthew White (AUS)             | 66e                         |
| 115                         | Zoran Klemenčič (SLO)           | AB                          |
| 116                         | Mauro Radaelli (ITA)            | AB                          |
| 117                         | Massimo Apollonio (ITA)         | 88e                         |
| 118                         | Pietro Zucconi (SUI)            | AB                          |

| Memory Card-Jack & Jones MCJ | Memory Card-Jack & Jones MCJ    | Memory Card-Jack & Jones MCJ |
| ---------------------------- | ------------------------------- | ---------------------------- |
| Num                          | Coureur                         | Pos                          |
| 121                          | Tristan Hoffman (NED)           | 5e                           |
| 122                          | Jesper Skibby (DEN)             | 94e                          |
| 123                          | Arvis Piziks (LAT)              | 43e                          |
| 124                          | Nicolaj Bo Larsen (DEN) (route) | NP                           |
| 125                          | Frank Corvers (BEL)             | 87e                          |
| 126                          | Michael Steen Nielsen           | AB                           |
| 127                          | Allan Johansen (DEN)            | AB                           |
| 128                          | Jacob Moe Rasmussen (DEN)       | AB                           |

| La Française des jeux FDJ | La Française des jeux FDJ | La Française des jeux FDJ |
| ------------------------- | ------------------------- | ------------------------- |
| Num                       | Coureur                   | Pos                       |
| 131                       | Frédéric Guesdon (FRA)    | 30e                       |
| 132                       | Frank Høj (DEN)           | 32e                       |
| 133                       | Nicolas Fritsch (FRA)     | AB                        |
| 134                       | Emmanuel Magnien (FRA)    | AB                        |
| 135                       | Christophe Mengin (FRA)   | 20e                       |
| 136                       | Lars Michaelsen (DEN)     | 64e                       |
| 137                       | Franck Perque (FRA)       | AB                        |
| 138                       | Jean-Michel Tessier (FRA) | AB                        |

| Lotto-Adecco LOT | Lotto-Adecco LOT       | Lotto-Adecco LOT |
| ---------------- | ---------------------- | ---------------- |
| Num              | Coureur                | Pos              |
| 141              | Andreï Tchmil (BEL)    | 1er              |
| 142              | Mario Aerts (BEL)      | 34e              |
| 143              | Thierry Marichal (BEL) | 50e              |
| 144              | Peter Wuyts (BEL)      | 70e              |
| 145              | Koen Beeckman (BEL)    | 74e              |
| 146              | Fabien De Waele (BEL)  | 60e              |
| 147              | Paul Van Hyfte (BEL)   | AB               |
| 148              | Jacky Durand (FRA)     | 72e              |

| Liquigas-Pata ___ | Liquigas-Pata ___        | Liquigas-Pata ___ |
| ----------------- | ------------------------ | ----------------- |
| Num               | Coureur                  | Pos               |
| 151               | Fabio Marchesin (ITA)    | AB                |
| 153               | Cristian Salvato (ITA)   | AB                |
| 154               | Marco Zanotti (ITA)      | AB                |
| 155               | Denis Zanette (ITA)      | 37e               |
| 156               | Giancarlo Raimondi (ITA) | AB                |
| 157               | Cristian Moreni (ITA)    | AB                |
| 158               | Alexander Fedenko (UKR)  | AB                |

| Festina FES | Festina FES           | Festina FES |
| ----------- | --------------------- | ----------- |
| Num         | Coureur               | Pos         |
| 162         | Andy Flickinger (FRA) | AB          |
| 163         | David Clinger (USA)   | 91e         |
| 164         | Sascha Henrix (GER)   | AB          |
| 165         | Jaime Hernández (ESP) | 80e         |
| 166         | Fabian Jeker (SUI)    | AB          |
| 167         | Rolf Huser (SUI)      | 46e         |

| US Postal Service USP | US Postal Service USP    | US Postal Service USP |
| --------------------- | ------------------------ | --------------------- |
| Num                   | Coureur                  | Pos                   |
| 171                   | Frankie Andreu (USA)     | AB                    |
| 172                   | Julian Dean (NZL)        | AB                    |
| 173                   | Viatcheslav Ekimov (RUS) | 15e                   |
| 174                   | George Hincapie (USA)    | 17e                   |
| 175                   | Marty Jemison (USA)      | 71e                   |
| 176                   | Kirk O'Bee (USA)         | AB                    |
| 177                   | Cédric Vasseur (FRA)     | 67e                   |
| 178                   | Dylan Casey (USA)        | AB                    |

| Saeco-Valli & Valli SAE | Saeco-Valli & Valli SAE  | Saeco-Valli & Valli SAE |
| ----------------------- | ------------------------ | ----------------------- |
| Num                     | Coureur                  | Pos                     |
| 181                     | Christophe Brandt (BEL)  | AB                      |
| 182                     | Salvatore Commesso (ITA) | 18e                     |
| 183                     | Alessandro Guerra (ITA)  | AB                      |
| 184                     | Jörg Ludewig (GER)       | AB                      |
| 185                     | Torsten Nitsche (GER)    | AB                      |
| 186                     | Dario Pieri (ITA)        | 2e                      |
| 187                     | Massimiliano Mori (ITA)  | 90e                     |

| Mercatone Uno-Albacom ___ | Mercatone Uno-Albacom ___ | Mercatone Uno-Albacom ___ |
| ------------------------- | ------------------------- | ------------------------- |
| Num                       | Coureur                   | Pos                       |
| 191                       | Fabiano Fontanelli (ITA)  | AB                        |
| 192                       | Gianmario Ortenzi (ITA)   | 55e                       |
| 193                       | Michele Coppolillo (ITA)  | AB                        |
| 194                       | Maurizio Caravaggio (ITA) | AB                        |
| 195                       | Massimo Cigana (ITA)      | AB                        |
| 196                       | Marco Artunghi (ITA)      | AB                        |

| Polti PLT | Polti PLT              | Polti PLT |
| --------- | ---------------------- | --------- |
| Num       | Coureur                | Pos       |
| 201       | Rossano Brasi (ITA)    | 85e       |
| 202       | Enrico Cassani (ITA)   | 36e       |
| 203       | Mirko Celestino (ITA)  | AB        |
| 204       | Michele Colleoni (ITA) | AB        |
| 205       | Eddy Mazzoleni (ITA)   | 19e       |
| 206       | Fabio Sacchi (ITA)     | 6e        |
| 207       | Bart Voskamp (NED)     | AB        |
| 208       | Rafael Mateos (ESP)    | AB        |

| Crédit Agricole C.A | Crédit Agricole C.A    | Crédit Agricole C.A |
| ------------------- | ---------------------- | ------------------- |
| Num                 | Coureur                | Pos                 |
| 211                 | Magnus Bäckstedt (SWE) | 79e                 |
| 212                 | Marcel Gono (AUS)      | AB                  |
| 213                 | Thor Hushovd (NOR)     | AB                  |
| 214                 | Anthony Langella (FRA) | AB                  |
| 215                 | Anthony Morin (FRA)    | AB                  |
| 216                 | Jérôme Neuville (FRA)  | AB                  |
| 217                 | Stuart O'Grady (AUS)   | 40e                 |
| 218                 | Franck Pencolé (FRA)   | AB                  |

| Palmans-Ideal ___ | Palmans-Ideal ___         | Palmans-Ideal ___ |
| ----------------- | ------------------------- | ----------------- |
| Num               | Coureur                   | Pos               |
| 221               | Hendrik Van Dijck (BEL)   | 46e               |
| 222               | Wim Feys (BEL)            | 53e               |
| 223               | Hans De Clercq (BEL)      | 44e               |
| 224               | Niko Eeckhout (BEL)       | AB                |
| 225               | Gert Vanderaerden (BEL)   | 78e               |
| 226               | Karl Pauwels (BEL)        | 38e               |
| 227               | Scott Sunderland (AUS)    | AB                |
| 228               | Jurgen Van de Walle (BEL) | 57e               |

| Collstrop-De Federale Verzekeringen ___ | Collstrop-De Federale Verzekeringen ___ | Collstrop-De Federale Verzekeringen ___ |
| --------------------------------------- | --------------------------------------- | --------------------------------------- |
| Num                                     | Coureur                                 | Pos                                     |
| 231                                     | Danny Baeyens (BEL)                     | 75e                                     |
| 232                                     | Tony Bracke (BEL)                       | AB                                      |
| 233                                     | Eric De Clercq (BEL)                    | AB                                      |
| 234                                     | Hans De Meester (BEL)                   | AB                                      |
| 235                                     | Roger Hammond (GBR)                     | 73e                                     |
| 236                                     | Geert Omloop (BEL)                      | 94e                                     |
| 237                                     | Oleg Pankov (UKR)                       | 65e                                     |
| 238                                     | Bert Scheirlinckx (BEL)                 | AB                                      |

| Vlaanderen 2002 ___ | Vlaanderen 2002 ___         | Vlaanderen 2002 ___ |
| ------------------- | --------------------------- | ------------------- |
| Num                 | Coureur                     | Pos                 |
| 241                 | Wilfried Cretskens (BEL)    | 77e                 |
| 243                 | Jurgen Guns (BEL)           | 81e                 |
| 244                 | Erwin Thijs (BEL)           | 56e                 |
| 245                 | Jurgen Van Roosbroeck (BEL) | 58e                 |
| 246                 | Kristof Trouvé (BEL)        | 61e                 |
| 247                 | Karel Vereecke (BEL)        | AB                  |
| 248                 | Andy Vidts (BEL)            | AB                  |